# Artemisia thuscula
Espèce
Classification phylogénétique
Synonymes
- Absinthium canariense Besser[1]
- Artemisia argentea Buch[1]
- Artemisia canariensis (Besser) Less.[1]

Artemisia thuscula est une espèce de plante de la famille des Asteraceae et du genre Artemisia.

## Description
La plante peut atteindre une hauteur de 1 m. Les feuilles sont plumeuses et poilues, les petits capitules sphériques sont jaunes.

## Répartition
Artemisia thuscula est endémique des îles Canaries.

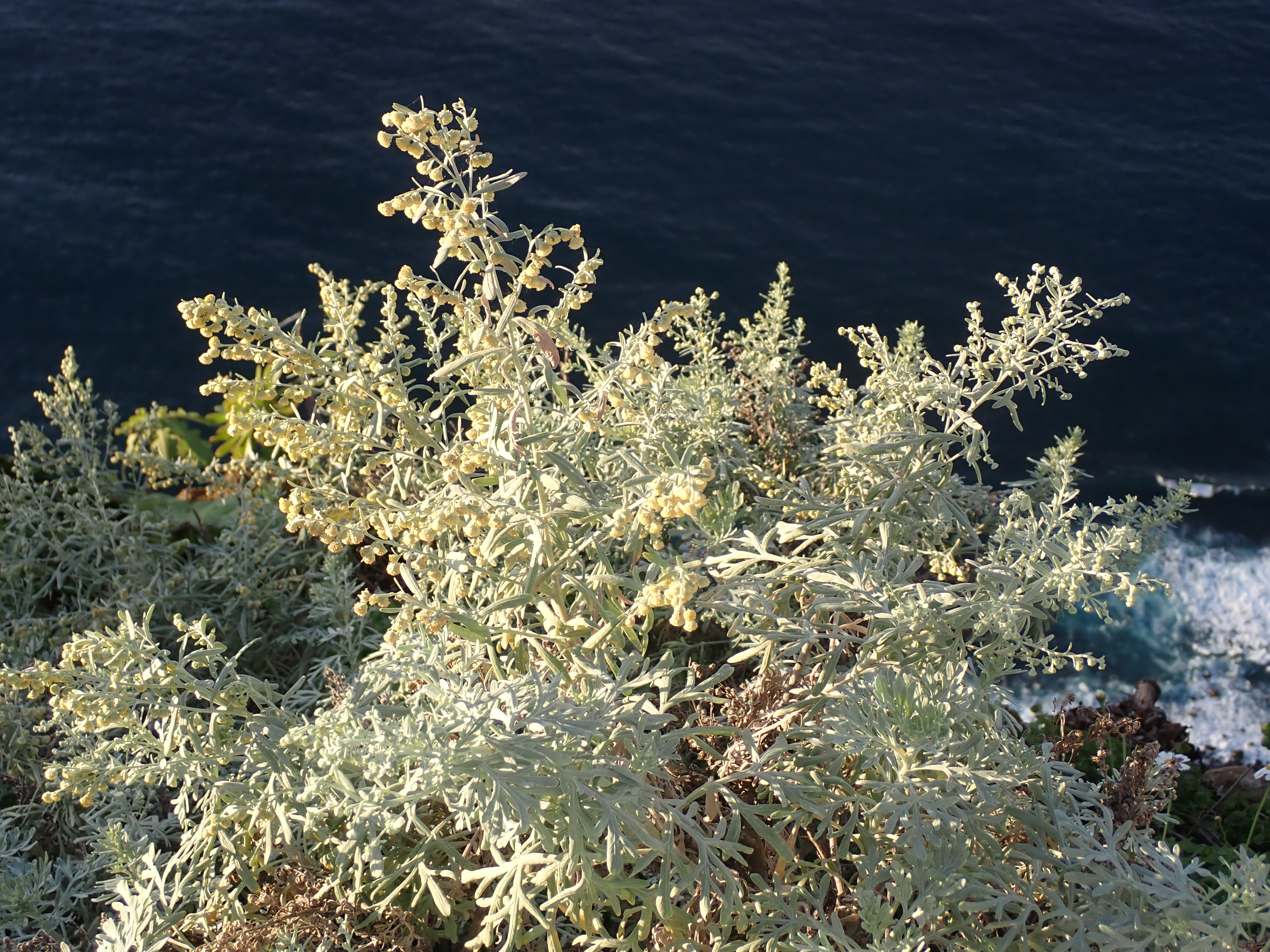
Artemisia thuscula à flanc de falaise sur la côte nord de Tenerife

Elle est présente dans les zones semi-arides des îles Canaries (sauf Fuerteventura et Lanzarote), où on la trouve avec Rumex lunaria, Kleinia neriifolia et Ceballosia fruticosa (es).

## Plantes hôtes
La fleur a pour parasite Tephritis luteipes (sv). Le fruit a pour parasite Nysius cymoides (nl). La feuille a pour parasites Laparocerus auctus (ceb), Laparocerus ruteri, Laparocerus bentejui (ceb), Laparocerus semipilosus (ceb), Laparocerus osorio, Laparocerus tirajana (ceb), Laparocerus squamosus (ceb), Laparocerus alluaudi (ceb), Laparocerus anniversarius (ceb), Laparocerus affinis (ceb), Herpisticus daute, Herpisticus aridicola, Herpisticus hierrensis (ceb), Laparocerus orone, Laparocerus hupalupa, Laparocerus roudieri, Laparocerus humeralis, Laparocerus mulagua, Laparocerus mendicus (ceb), Laparocerus obscurus (ceb), Laparocerus dissimilis (ceb), Laparocerus tafadensis (ceb), Laparocerus sanchezi (ceb), Laparocerus magnificus (ceb), Nysius immunis (ceb), Apterygothrips longiceps, Depressaria absynthiella (en), Clepsis coriacana, Bemisia afer (nl), Bucculatrix canariensis (en). La tige a pour parasites Deroplia gomerae (sv), Deroplia annulicornis, Liparthrum artemisiae (ceb), Macrosiphoniella absinthii (sv).